# Jeune Fille assise, robe persane
Pour les articles homonymes, voir Jeune Fille assise et Jeune Fille assise, un livre à la main.
Jeune Fille assise, robe persane est un tableau réalisé par le peintre français Henri Matisse en 1942 à Nice, dans les Alpes-Maritimes. Cette huile sur toile représente une jeune femme blonde vêtue d'une robe violette accoudée sur l'accotoir du fauteuil où elle est assise. Exposée au Salon d'Automne de 1945, l'œuvre est passée entre les mains de l'artiste espagnol Pablo Picasso. Elle est conservée depuis 1978 au musée Picasso de Paris.